# Fluorowodorek kryptonu
Fluorowodorek kryptonu, HKrF – nieorganiczny związek chemiczny kryptonu, wodoru i fluoru. Istnienie stabilnej cząsteczki HKrF zostało przewidziane na drodze modelowania, a następnie związek został otrzymany przez zespół fińskich chemików kierowany przez Markku Räsänena w 2001 roku (wyniki badań opublikowano w roku kolejnym). Związek nie został wyizolowany w postaci czystej i był badany metodami obliczeniowymi oraz spektroskopowymi w matrycy z zestalonego kryptonu.

## Otrzymywanie
Związek został uzyskany za pomocą fotolizy fluorowodoru uwięzionego w matrycy kryptonowej, w efekcie której zaobserwowano dwuetapowy proces powstawania HKrF. Po ogrzaniu matrycy do 13–16 K tworzył się on przy udziale par H + F blisko uwięzionych w matrycy kryptonu, natomiast w temperaturze powyżej 24 K tworzyły się nowe cząsteczki tego związku w związku ze zwiększoną mobilnością atomów fluoru i wodoru w opisywanej matrycy Kr. Dowodem powstawania wiązań chemicznych było pojawienie się pasm absorpcyjnych odpowiadających ich drganiom: ν(Kr−F) ~415 cm⁻¹, δ(H−Kr−F) ~650 cm⁻¹ i ν(Kr−H) ~1950 cm⁻¹. Mechanizm reakcji tworzenia się związków tego typu nie został dotychczas rozstrzygnięty – proponowane zjawiska obejmują: utworzenie solwatowanego protonu NgHNg+
 w wyniku fotolizy, radiacyjnie indukowanej lub wspomaganej tunelowaniem dyfuzji protonów w zestalonych gazach szlachetnych, a także zobojętnienie solwatowanych protonów przez elektrony, obejmujące tunelowanie elektronu z elektroujemnego fragmentu jednej z pułapek do kationu (ArHAr)+
.

## Budowa cząsteczki
Wyznaczone metodami obliczeniowymi długości wiązań przyjmują, w zależności od przyjętego modelu, następujące zakresy wartości: R(H−Kr) – 142,3–151,4 pm oraz R(Kr−F) – 201,9–213,6 pm. Wong, używając funkcji falowej QCISD/6-311++G**, obliczył dwa warianty rozkładu ładunku. Wariant dla wartości krytycznych wiązania opartych na analizie AIM: H(0,076), Kr(0,632 lub 0,568 dla HKr+
) i F(−0,708) oraz ładunki NBO: H(0,075), Kr(0,672 lub 0,628 dla HKr+
) i F(−0,747). Możliwe warianty budowy cząsteczki HKrF analizował Chaban ze współpracownikami wskazując, że w stanie równowagowym powinna mieć ona budowę liniową z długościami wiązań R(H−Kr) = 147,0 pm oraz R(Kr−F) = 203,4 pm, natomiast w stanie przejściowym nieliniowa cząsteczka powinna mieć kąt 102,1° pomiędzy wiązaniami o długościach R(H−Kr) = 139,9 pm i R(Kr−F) = 233,4 pm.

## Właściwości
Wykryto występowanie dwóch konfiguracji, w których HKrF występuje w matrycy – konfiguracje te wykazują znaczną różnicę w energii drgań wiązań ν(Kr−H) wynoszącą 26 cm⁻¹. Jedna z tych konfiguracji jest mniej stabilna termicznie i rozkłada się w temperaturze powyżej 32 K, podczas gdy stabilność termiczna drugiej jest ograniczona jedynie poprzez sublimację matrycy. Taka interpretacja danych doświadczalnych jest zgodna z wynikami prac modelowych, które wskazują, że egzoenergetyczny rozkład w wyniku reakcji HKrF → Kr + HF ma barierę energetyczną wystarczającą do zapewnienia stabilności kinetycznej cząsteczki HKrF w matrycy stałego kryptonu oraz w fazie gazowej, w której do temperatury 250 K dominującą rolę dla tej reakcji odgrywają efekty tunelowe.

## Kompleksy
Wyniki prac modelowych wskazują na możliwość istnienia szeregu stabilnych kompleksów HKrF. Pośród kompleksów wykazujących przesunięcie ku fioletowi wymienić można Kr⋯HKrF, FKrH⋯CO (symulacje wskazują, że ten kompleks jest mniej stabilny od odpowiednika argonowego), FKrH⋯OCO (obliczona energia wiązania −8 kJ/mol wskazuje, że ten kompleks jest również mniej stabilny od swojego odpowiednika argonowego, dla którego wyznaczono energię wiązania −13 kJ/mol). Obliczona energia wiązania wodorowego w kompleksie HKrF⋯HF wynosi, w zależności od przyjętego modelu, od −14,9 do −15,6 kcal/mol i jest niższa niż w kompleksie HArF⋯HF (−17,2 do −18,4 kcal/mol).
Analogiczna sytuacja występuje w przypadku kompleksów z azotem N
2⋯HKrF, wyniki obliczeń wskazują na słabe wiązanie pomiędzy elementami kompleksu – jego energia (skorygowana o wkład energii punktu zerowego) wynosi tylko −2,8 kJ/mol, jednak przesunięcie ku fioletowi jest znaczne (60 cm⁻¹). Kompleks ten udało się otrzymać na drodze eksperymentalnej, zbadano jego widma oraz ustalono, że rozkłada się w temperaturze 38 K lub niższej. Obserwowane w widmach halogenowodorków gazów szlachetnych przesunięcie ku fioletowi jest uważane za typowy efekt tworzenia się kompleksów z wytworzeniem wiązania wodorowego, jednak zaobserwowano, że siły van der Waalsa również wywołują podobny efekt.
Ponadto wyniki obliczeń wskazują na możliwość istnienia kompleksów wywołujących przesunięcie widm ku czerwieni, przykładem jest HBeH⋯HKrF o energii wiązania (z korektą energii punktu zerowego) −12 kJ/mol, znacznie niższej niż u odpowiednika argonowego (−27 kJ/mol). Prace modelowe z zastosowaniem teorii MP2(full)/6-311++G(2d,2p) przeprowadzono również dla kompleksów fluorowodorku kryptonu z GaH, AlH
3, SiH
4 i GeH
4 – we wszystkich przypadkach wyniki obliczeń wskazały przesunięcia ku czerwieni drgań dla wiązań H−Kr i Kr−F oraz przesunięcia ku fioletowi dla drgań wiązań metalu z wodorem.